# 東艾爾嶺
東艾爾嶺（英語：East Aisle Ridge）是南極洲的山嶺，位於維多利亞地的斯科特海岸，處於中艾爾嶺以東2公里的雷內加爾冰川和開特利茲冰川的匯流處，現時由南極條約體系管理。

## 外部連結
. . United States Geological Survey.   [2012-02-22].
78°21′S 163°23′E / 78.350°S 163.383°E